# Romande Énergie
Romande Énergie est une entreprise suisse de production, de distribution et de commercialisation d'énergie, également active dans les services énergétiques. Son siège social est situé à Morges, dans le canton de Vaud.
Le groupe Romande Energie résulte de la fusion, en 1997, de deux entreprises centenaires, la Société romande d’électricité (SRE) fondée en 1904 et la Compagnie vaudoise d’électricité (CVE), fondée en 1954 et prenant ses origines dans la Compagnie vaudoise des Forces motrices des lacs de Joux et de l’Orbe créée en 1901. En 2017, elle fournit 2,5 milliards de kilowatts-heures d’électricité par an en direct auprès de plus de 300 000 clients finaux particuliers, entreprises et communes en Suisse romande, via sa société Romande Energie Commerce SA. En 2013, elle produisait 17 % de ses besoins, soit 574 millions de kilowatts-heures par an exclusivement à base d’énergies renouvelables grâce à ses 13 ouvrages hydrauliques, 9 ouvrages de petite hydraulique, 44 ouvrages solaires photovoltaïques et Enerbois, la plus grande centrale de biomasse de Suisse romande. Elle est membre active de l'association des entreprises électriques suisses.
Le groupe se compose de plusieurs sociétés détenues majoritairement directement ou indirectement par Romande Energie Holding SA, société faîtière détentrice du capital-actions cotée à la bourse suisse (SIX-Swiss Exchange). Les plus importants actionnaires de Romande Energie Holding SA sont, en 2014, le canton de Vaud et les communes vaudoises.

## Histoire

### Société électrique Vevey-Montreux SA

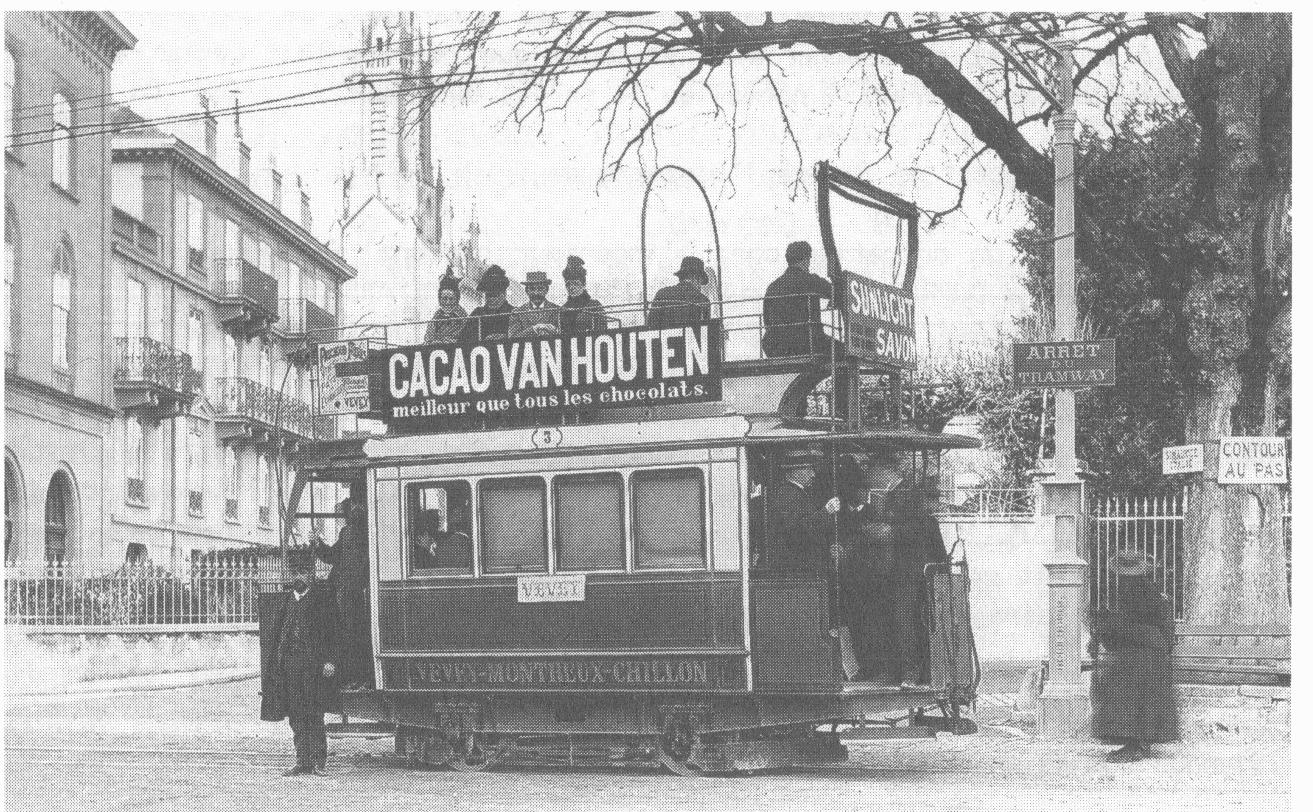
Le tram Vevey-Montreux-Chillon-Villeneuve exploité par la SEVM.

C'est en 1878 qu'une première demande de concession est déposée auprès du canton par Adolphe Dupraz et Henri Chaudet pour exploiter la Baye de Montreux, un torrent qui s'écoule depuis les Rochers de Naye jusqu'à la ville de Montreux. Les deux entrepreneurs désiraient en effet créer une ligne de tramway électrique entre Vevey et Montreux. La ligne, reliant initialement Vevey à Chillon et inaugurée le 4 juin 1888, deviendra par la suite la Vevey-Montreux-Chillon-Villeneuve VMCV.
Afin d'alimenter cette ligne, une première usine électrique est ainsi construite à Taulan, sur les hauts de Montreux. Elle est exploitée par la Société électrique Vevey-Montreux SA (SEVM), également créée en 1886. L'année suivante, l'usine produit suffisamment de courant pour permettre d'installer l'éclairage public dans les villes de Vevey et Montreux.
En 1888, le Grand Hôtel  de Territet devient le premier édifice public de Suisse romande (le second du pays) à être entièrement éclairé par l'électricité. À peine deux ans plus tard, la demande croissante pousse la SEVM à créer une nouvelle centrale près du hameau de Sonzier, également alimentée par la Baye de Montreux qui est dérivée dans un nouveau réservoir développé pour l'occasion. En 1898 la SEVM met en service le Tramway de Trait - Planches.
Entretemps, une seconde compagnie électrique est fondée à Aigle en 1895, la Société des forces motrices de la Grande-Eau (SFMGE) qui, comme son nom l'indique, utilise en particulier les eaux de la Grande Eau. En 1901, la SFMGE crée l'usine de Vouvry qui utilise les eaux du lac de Taney.
Tout d'abord concurrentes, les deux entreprises fusionnent le 3 janvier 1904 pour devenir la Société romande d'électricité, société mixte dont le capital de 4,2 millions de francs est à majorité détenu par des privés (dont en particulier l'industriel James Edouard Aguet). La nouvelle société lança rapidement plusieurs chantiers, dont la création d'une nouvelle usine à Aigle (la future usine des Farettes) et l'amélioration de celles de Vouvry et Taulan.

### Forces motrices des lacs de Joux et de l’Orbe
Le 22 mai 1901, le Grand Conseil du canton de Vaud fonde, par décret, la compagnie vaudoise des Forces motrices des lacs de Joux et de l'Orbe (FMJ, appelée familièrement « Compagnie de Joux » ou « Forces de Joux ») dans le double but de réguler les niveaux du lac de Joux, du lac Brenet et de l'Orbe et d'utiliser ces retenues d'eau pour produire et distribuer de l'électricité. Deux ans plus tard, l'usine de La Dernier est ainsi mise en service, suivie en 1908 par celle de Montcherand-sur-Orbe. À elles deux, ces centrales permirent de distribuer jusqu'à 45 millions de kWh en 1928 sur une grande partie du territoire vaudois et même une partie du canton de Neuchâtel.
Face à une pluviométrie insuffisante lors de l'hiver 1942, le département militaire impose des restrictions à la consommation d'électricité. La compagnie décide alors de construire une nouvelle station de pompage permettant de faire passer artificiellement l'eau du lac de Joux dans le lac Brenet, afin d'assurer que les usines hydrauliques situées entre les deux lacs puissent fonctionner de manière continue.
Le 28 juin 1954, la compagnie est renommée Compagnie vaudoise d'électricité (CVE). À la suite de ce changement de nom, le Grand conseil renouvelle alors sa concession pour une durée de 80 ans et y ajoute une concession pour une nouvelle usine électrique. Cette nouvelle usine, construite en souterrain au-dessous de Lignerolle, est alimentée par un nouveau barrage au Day ; elle prendra le nom d'usine des Clées et remplacera une usine précédente, mise en service en 1896, qui sera finalement abandonnée en 1955.

### Création de Romande Energie
Dès 1917, des discussions sont engagées entre les deux sociétés principales de production d'électricité du canton de Vaud (la Société romande d'électricité et la Compagnie de Joux) avec comme objectif une fusion des deux entités. Cette première tentative échoue une année plus tard, lorsque la SRE se retire du projet. En 1919, les deux sociétés se retrouvent cependant toutes deux actionnaires de la nouvelle Énergie Ouest Suisse, créée « afin d'assurer l'utilisation rationnelle et intensive des forces hydrauliques de la région » sur l'impulsion de Jean Landry (qui la présidera de sa création jusqu'en 1940).
En 1993, la SRE est confrontée à d'importantes difficultés financières à la suite d'opérations immobilières liées à l’une de ses filiales (Taulan SA). La CVE en devient alors actionnaire majoritaire le 14 octobre et un processus de rapprochement s’instaure progressivement entre les deux sociétés, sous le nom de « groupe CVE-SRE ». Comme résultat de ce processus, le 24 juin 1997, les actionnaires des deux sociétés décident de se réunir sous le nom de « Romande Energie SA », la CVE devenant la société faîtière du groupe, ; en 2006, elle changera de nom pour devenir Romande Energie Holding. Au moment de la fusion, le capital du nouveau groupe est détenu à 40 % par le canton de Vaud, 30 % par les communes vaudoises et 30 % par des actionnaires privés, en accord avec le décret de 1951 qui fixe les parts dévolues aux pouvoirs publics.
En 2008, la société se sépare de ses activités de transport en commun, le réseau Vevey-Montreux-Chillon-Villeneuve (VMCV) étant désormais exploité par une société anonyme reprenant le même nom créée pour l'occasion, dont le capital est détenu par les communes desservies, ces dernières cédant leurs parts dans la SEVM à la maison mère.

## Structure

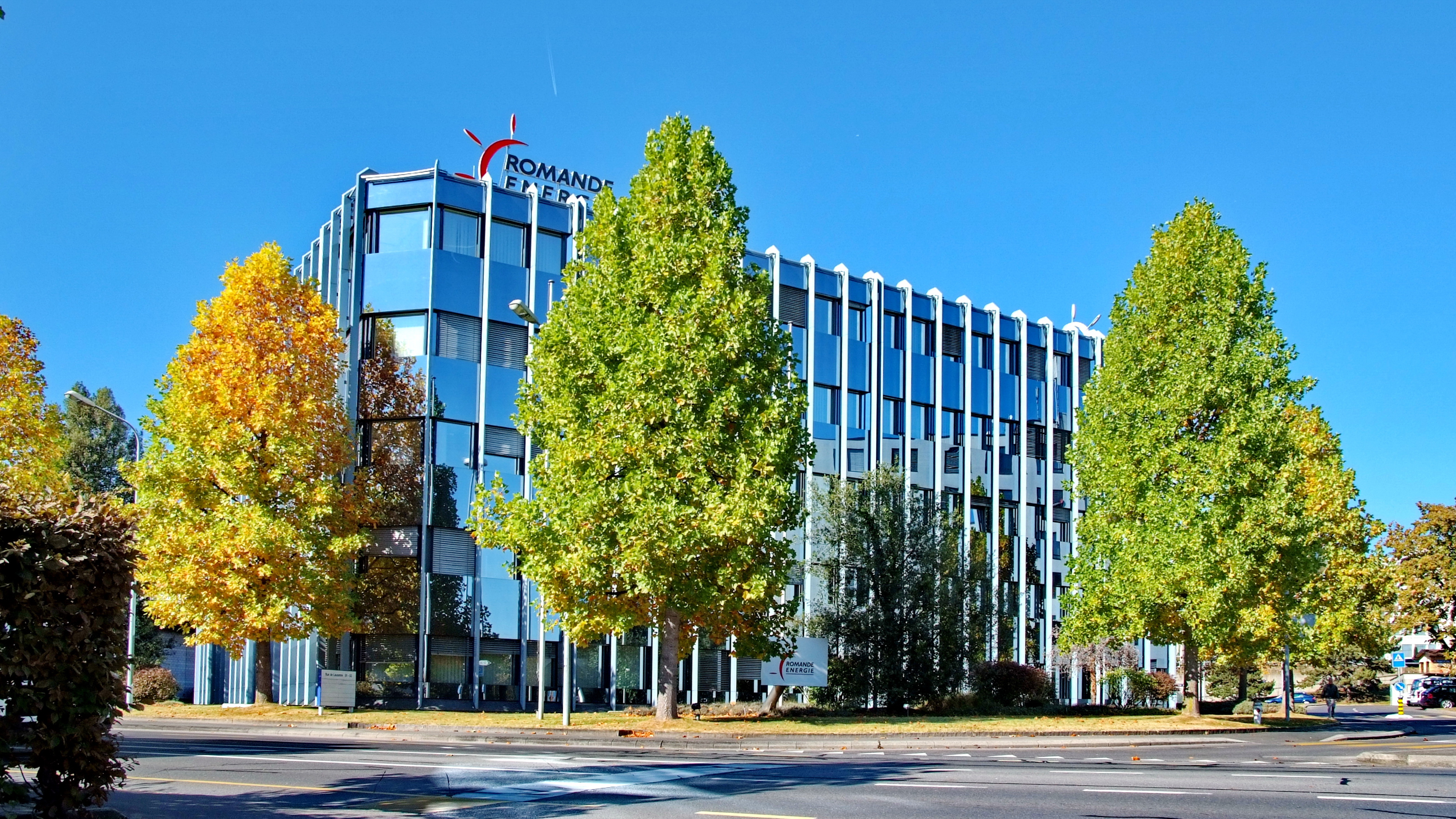
Vue extérieure du bâtiment principal de Romande Energie, à Morges.

### Organisation et participations
Le groupe Romande Energie est dirigé par l'entreprise Romande Energie Holding SA (anciennement Compagnie vaudoise d'électricité) qui possède la totalité de l'entreprise Romande Energie SA (anciennement Société romande d'électricité) ; cette dernière « assure l'ensemble des activités de production et de distribution d'électricité ». La faîtière chapeaute également deux autres sociétés, à savoir Romande Energie Commerce SA (chargée de la commercialisation de l'électricité) et Romande Energie Services SA (chargée des services énergétiques). Le groupe dispose enfin d'une organisation interne centralisée gérée par des unités d'affaires (réseaux et énergie) et des départements (ressources humaines, finances, communication et secrétariat général).
Le groupe est dirigé de 1997 à 1999 par Paul-Daniel Panchaud, par Claude Chabanel jusqu'en 2004, puis par Pierre-Alain Urech depuis le 1er juillet 2004.
Au 31 décembre 2017, le groupe détenait des participations majoritaires (plus de 50 %) dans les sociétés suivantes :
- Romande Energie Commerce SA
- Brent Energie SA et Eoliennes de Provence SA (pour Romande Energie SA)
- Romande Energie France SAS, Meyronnes SAS, REF Eolien SAS, Effitec SA, Energie Renouvelable de l'Avançon SA et Bas-Valais Energie SA (pour Romande Energie Holding SA)
- Neuhaus Energie SA, PolyTech SA et PolyForce SA (pour Romande Energie Services SA)

Il détient également des participations minoritaires dans trente autres entreprises du domaine énergétique.

### Actionnariat
Au 31 décembre 2017, le capital-actions ordinaire de Romande Energie Holding SA est de 1 140 000 actions nominatives de 25 francs nominal, toutes libérées. À cette même date, les principaux actionnaires sont les suivants : 
| Actionnaires                            | Participation |
| --------------------------------------- | ------------- |
| Canton de Vaud                          | 38,60 %       |
| Communes vaudoises                      | 16,22 %       |
| Banque cantonale vaudoise               | 3,05 %        |
| Groupe Romande Energie                  | 9,54 %        |
| Groupe E                                | 6,07 %        |
| Credit Suisse Fondation de placement SA | 3,60 %        |
| Holdigaz                                | 2,52 %        |

Environ 20 % du capital action est ouvert aux  investisseurs. L'action est cotée au Swiss Market Index (symbole REHN, ISIN CH1263676327).
Une convention, signée en septembre 2005 entre le canton, les communes et la banque cantonale vaudoise prévoit un droit de préemption réciproque en cas de vente des actions détenues par l’une ou l’autre de ces parties qui, à elles trois, détiennent la majorité des actions. L'objectif principal de cette convention est « de préserver en mains publiques la majorité de l’actionnariat de la société et ainsi, asseoir sa position dans le paysage électrique romand ».

## Activités

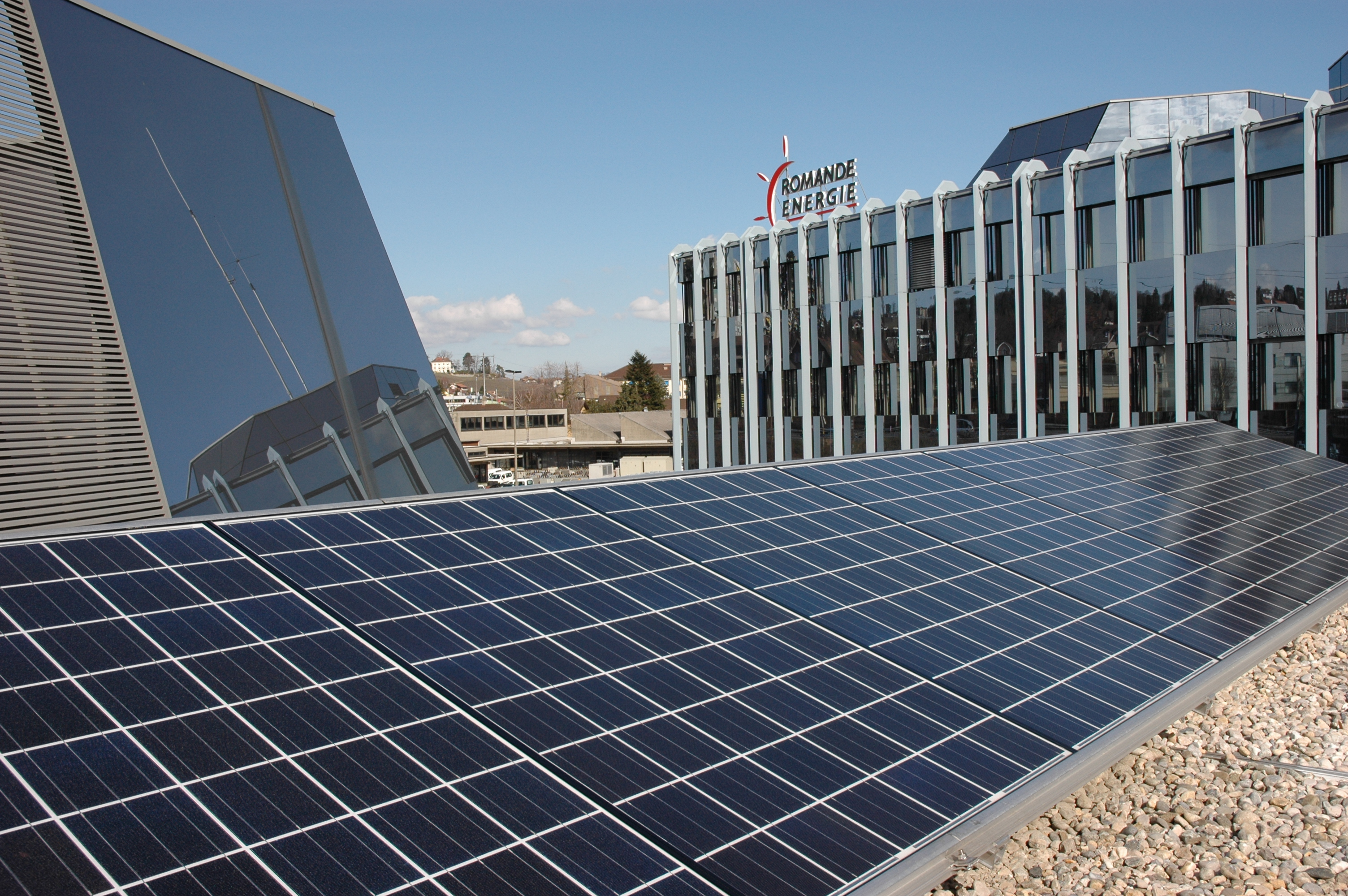
Panneaux solaires sur le toit du bâtiment de Morges.

### Production d'électricité
Le groupe produit, en 2017, 12,9 % de ses besoins en électricité, avec 510 millions de kWh par an produits grâce à des énergies renouvelables (solaire, hydraulique, éolien et biomasse). Différents projets permettant d'augmenter cette part sont à l'étude, tels que le développement de l'éolien et de la géothermie, ainsi que par des prises de participation dans des centrales au gaz naturel, le recours à cette dernière possibilité, qui « pourrait [..] être indispensable pour assurer l’approvisionnement du pays durant une période transitoire », a été gelé à la suite de la présentation du bilan intermédiaire en septembre 2014.
Le groupe achète également de l'électricité auprès d'autres entreprises productrices, dont Alpiq. Le développement des nouveaux sites de production d’énergie d'origine renouvelable s’appuie sur des partenariats avec des entreprises et des communes qui mettent leur site ou leurs toits à disposition de Romande Energie qui finance, réalise et gère l’installation de production.

### Distribution d'électricité
En 2017, le réseau de Romande Energie se compose de 45 postes, 3 100 stations de transformations et 10 000 km de lignes électriques, dont 85 % sont souterraines.
Romande Energie fait partie des fondateurs de l'association Smart Grid Suisse, dont l'objectif est « de faciliter et de mener à bien l’introduction » des smart grids en Suisse.

### Commercialisation d'électricité
Via sa société Romande Energie Commerce (dont les actionnaires, outre le groupe Romande Energie, SIE SA (service intercommunal de l'électricité, basé à Renens), Bas-Valais Energie SA, Bussigny-près-Lausanne, Pully, Romanel-sur-Lausanne, Belmont-sur-Lausanne et Paudex et, plus tardivement, les Forces motrices de l’Avançon), le groupe commercialise 2,5 milliards de kWh (2017) d’électricité à plus de 300 000 clients finaux sur près de 300 communes des cantons de Vaud, du Valais, de Fribourg et de Genève, mais également, depuis l'ouverture du marché de l’électricité pour les gros clients en 2009 dans toute la Suisse.
En décembre 2013, le groupe introduit un nouveau type de contrat de fourniture d’électricité (appelé « Contrats Energies Libres ») qui permet entre autres d’identifier et de garantir la provenance et l’origine géographique du courant introduit dans le réseau ; En 2018, les produits offerts sont intitulés « Terre suisse » (énergie de provenance 100 % suisse, contenant 100 % d’hydraulique), « Terre romande » (énergie de provenance 100 % suisse romande et certifiée 100 % hydraulique), « Terre d'Ici » (énergie 100 % renouvelable avec 50 % d'hydraulique et 50 % de solaire de production locale) et « Standard » (énergie 100 % Suisse sans garantie du moyen de production). Lors de l'introduction de ce contrat, la Fédération romande des consommateurs a été saisie par « de nombreux consommateurs » qui n'ont pas accepté l'utilisation d'un système dit « opt-out » dans lequel les clients qui ne se sont pas manifestés ont pu voir « leur contrat modifié vers une offre plus onéreuse que le tarif standard ».

## Sites de production
En mars 2018, Romande Energie possède 111 sites de production d'énergie : 
- 65 parcs solaires
- 33 centrales hydrauliques
- 9 chauffages à distance
- 2 centrales de biomasse : une de biomasse sèche (centrale d'Enerbois à Rueyres) et une de biomasse fermentable (centrale d'Agrogaz à Lignerolle).
- 2 parcs éoliens (en France)

### Centrales hydroélectriques
La centrale hydroélectrique des Clées, à Ballaigues, a été construite en 1955 sur le cours de l’Orbe. Elle est la plus puissante des installations hydroélectriques de Romande Energie. Des visites guidées gratuites y sont organisées.
La centrale hydroélectrique des Farettes, à Aigle, a fait l'objet d'importants travaux entre 2013 et 2015, budgétés à 80 millions de francs. Ce chantier vise à remplacer la conduite forcée et les deux turbines, ainsi qu'à forer une nouvelle galerie d’amenée d’eau. Il doit permettre d'augmenter le potentiel de production de 70 % et le porter à 86 millions de kWh par an. Il s'appuie sur les travaux menés par la fondation Mhylab, créée dans les années 1980 par un groupe de chercheurs dans le but d'apporter des solutions concrètes et testées en laboratoire aux constructeurs de petites centrales hydrauliques.

### Petites centrales hydrauliques
Romande Energie possède en 2014, en totalité ou en partenariat, 9 petites centrales hydrauliques. Parmi ces installations, les deux turbines de la centrale du Brent, à Montreux, créée en 1912, ont été rachetées par le groupe en 2008. Les travaux menés de juin 2013 à novembre 2014 ont permis d'augmenter la capacité de la centrale de 145 000  à   380 000 kWh par an avec une seule nouvelle turbine. Pour moderniser la centrale du Forestay et faire passer la chute d'eau exploitée de 60 à de 183 mètres, le captage d'eau, a été déplacé en 2013 à Chexbres ; cette centrale, mise en service en 2014, produit 2,6 millions de kWh par an.

### Énergies renouvelables
Dans son rapport de gestion 2013, le groupe Romande Energie prévoit d'investir près de 1 milliard de francs suisses d’ici à 2025 afin de développer sa production d'énergie. Cette production, qui doit être essentiellement d'origine renouvelable, représentera, à terme, 1 655 millions de kWh répartis comme suit :
- énergie hydraulique : 650 millions de kWh (450 millions de kWh réalisés en 2013)
- énergie de petite hydraulique : 100 millions de kWh (15 millions de kWh réalisés en 2013)
- énergie de biomasse : 30 millions de kWh (25 millions de kWh réalisés en 2013)
- énergie solaire : 65 millions de kWh (10 millions de kWh réalisés en 2013)
- énergie éolienne : 800 millions de kWh
- énergie de géothermie : 10 millions de kWh

### Vitrage de l'EPFL
En 2013, le groupe Romande Energie a soutenu l'installation de 300 m2 de panneaux photovoltaïques translucides et colorés (développés en 1991 par le chercheur Michael Grätzel) sur la façade ouest du nouveau centre de congrès de l’école polytechnique fédérale de Lausanne, le « Swiss Tech Convention Center (en) ». Les panneaux se déclinent en 5 tonalités différentes de rouge, vert et orange et ont été installés selon un concept mis en place par les artistes Daniel Schlaepfer et Catherine Bolle. Entièrement financée par le groupe Romande Energie, cette installation solaire est décrite comme « une première mondiale pour un bâtiment public ».

### Parc solaire Romande Energie - EPFL
Le 19 mai 2015 a été inauguré le Parc solaire Romande Energie - EPFL, le plus grand parc solaire urbain de Suisse avec 9 000 panneaux solaires installés sur 15 500 m2 sur le site de l'école polytechnique fédérale de Lausanne. Ce parc, qui a coûté 15 millions de francs (intégralement financés par Romande Energie), fournit 2,2 millions de kWh par année, soit 2 % de la consommation en électricité de l'école.
Le partenariat entre l'entreprise et l'école comprend également une part destinée à la recherche dans le domaine du photovoltaïque et de ses applications. De fait, l'installation comprend plusieurs innovations technologiques, parmi lesquelles les cellules Grätzel, des panneaux souples utilisables sur des toits courbés ou des panneaux verticaux pour les façades des bâtiments.

## Engagement et sponsoring
Le groupe Romande Energie soutient de nombreuses initiatives dans le domaine de la recherche et développement, en particulier en lien avec l’énergie solaire et l’efficience énergétique.

### Projet «Volteface»
Romande Energie et l'université de Lausanne se sont associées dans le cadre d'un projet intitulé « Volteface » qui se présente sous la forme d'une plateforme de recherche « sur les changements comportementaux, institutionnels, économiques, territoriaux ou de gouvernance qui sont nécessaires » dans le cadre de la transition énergétique. Ce projet, cofinancé par le canton de Vaud dans le cadre du programme « 100 millions pour les énergies renouvelables et l'efficacité énergétique », va se dérouler en plusieurs étapes : définition de l'état des lieux dans un premier temps, élaboration des thématiques de recherche entre 2014 et 2016, puis finalement présentation des résultats des recherches effectuées à la fin 2017.

### Le Lab Romande Energie à l'EPFL
Nouveau centre de compétences Romande Energie sur le campus de l'EPFL à Lausanne, le Smart Lab fonctionne comme un incubateur pour toutes les opportunités relatives à la valorisation des données énergétiques. Ses activités se concentrent sur le développement lié à l'habitat et au bâtiment connectés, ainsi qu'au réseau intelligent de demain.

### Programme «les Explorateurs de l’Énergie»
En 2004, Romande Energie lance un programme ludo-pédagogique intitulé « Les Explorateurs de l’Énergie ». Ce programme, dont le but est « de sensibiliser les enfants de façon ludique à l’importance de l’énergie et aux enjeux environnementaux », est réalisé en partenariat avec l'UNESCO et la fondation polaire internationale. Il s'adresse aux enfants entre 10 et 12 ans et propose chaque année un concours pour les classes de 8e année HarmoS de toute la Suisse romande.

### Outils de sensibilisation
Romande Energie développe différents services permettant à ses clients d'optimiser leur consommation d’énergie. Parmi ces services, se trouvent la plateforme participative DÉCLICS, un « éco-comparateur » lancé en partenariat avec Topten, la possibilité offerte aux clients de l'entreprise de suivre leur consommation énergétique en ligne, ou la plateforme Energybox qui propose des tests pour évaluer et améliorer son efficience énergétique,.

## Identité visuelle
À plusieurs reprises Romande Energie fait poser des livrées publicitaires sur plusieurs automotrices du chemin de fer Lausanne-Échallens-Bercher. L'automotrice Be 4/8 no 36 a porté plusieurs publicités pour Romande Energie. C'est aussi le cas de l'automotrice RBe 4/8 no 46.

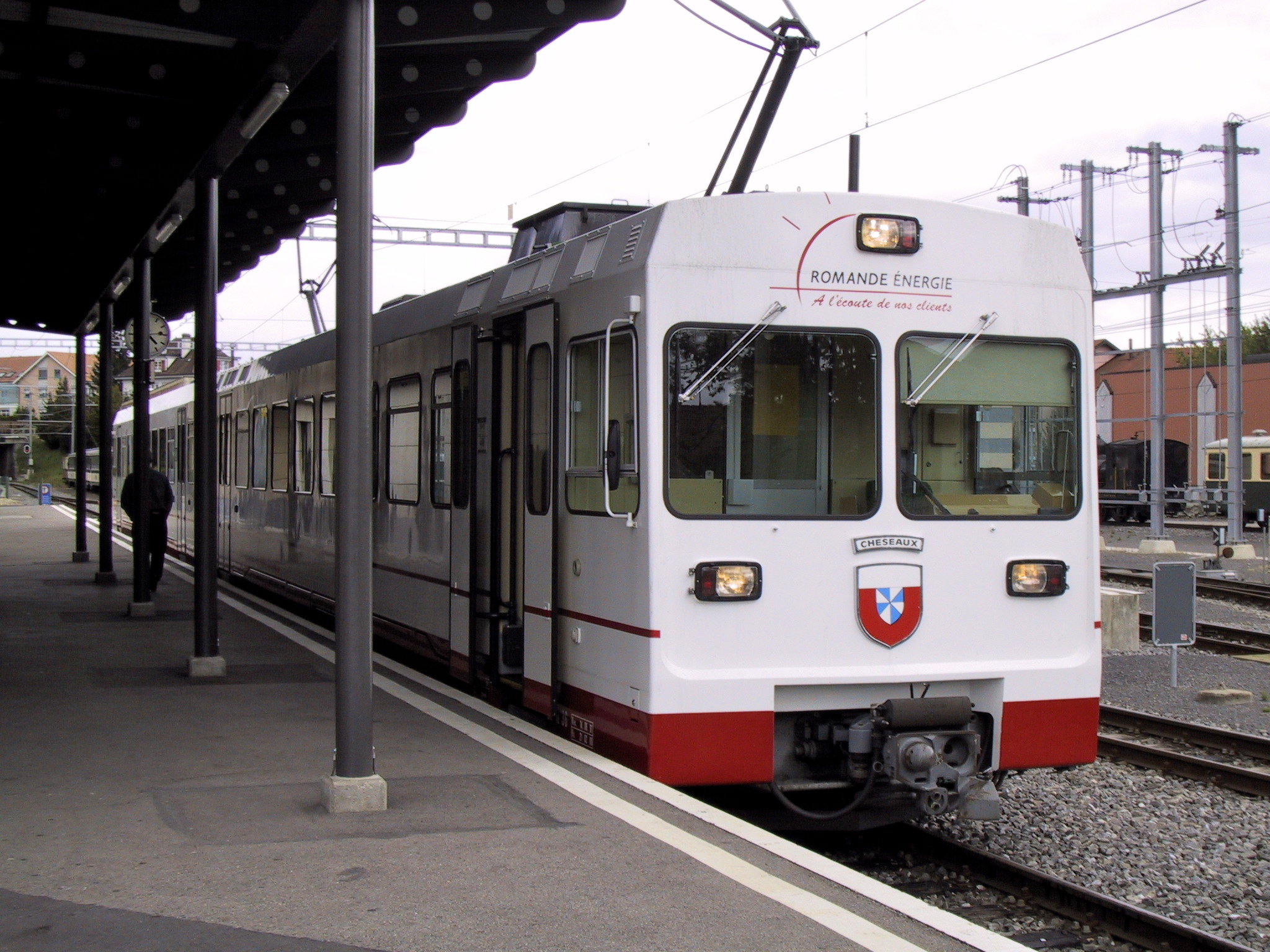
Be 4/8 36 en 2000 à la gare d'Échallens
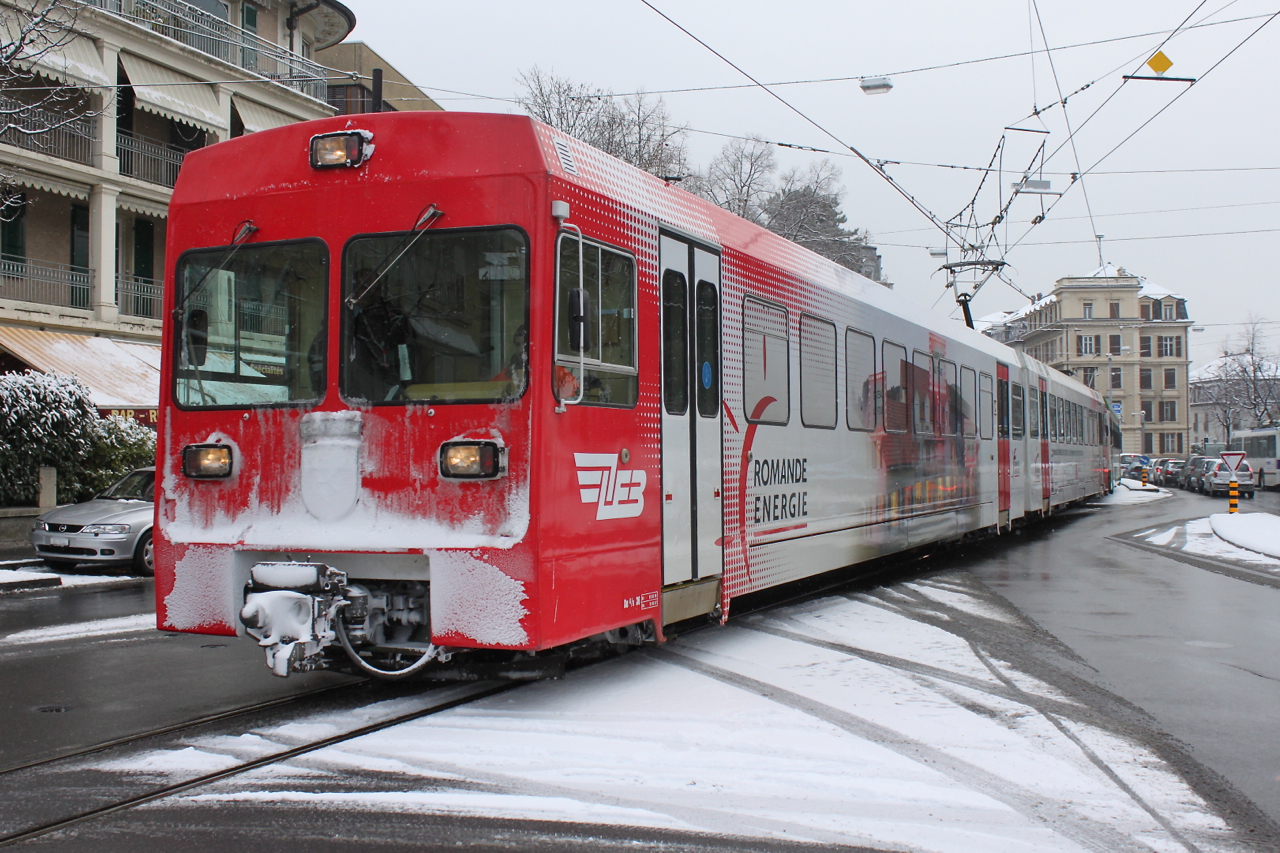
Be 4/8 36 en 2009 arrivant à la halte de Montétan
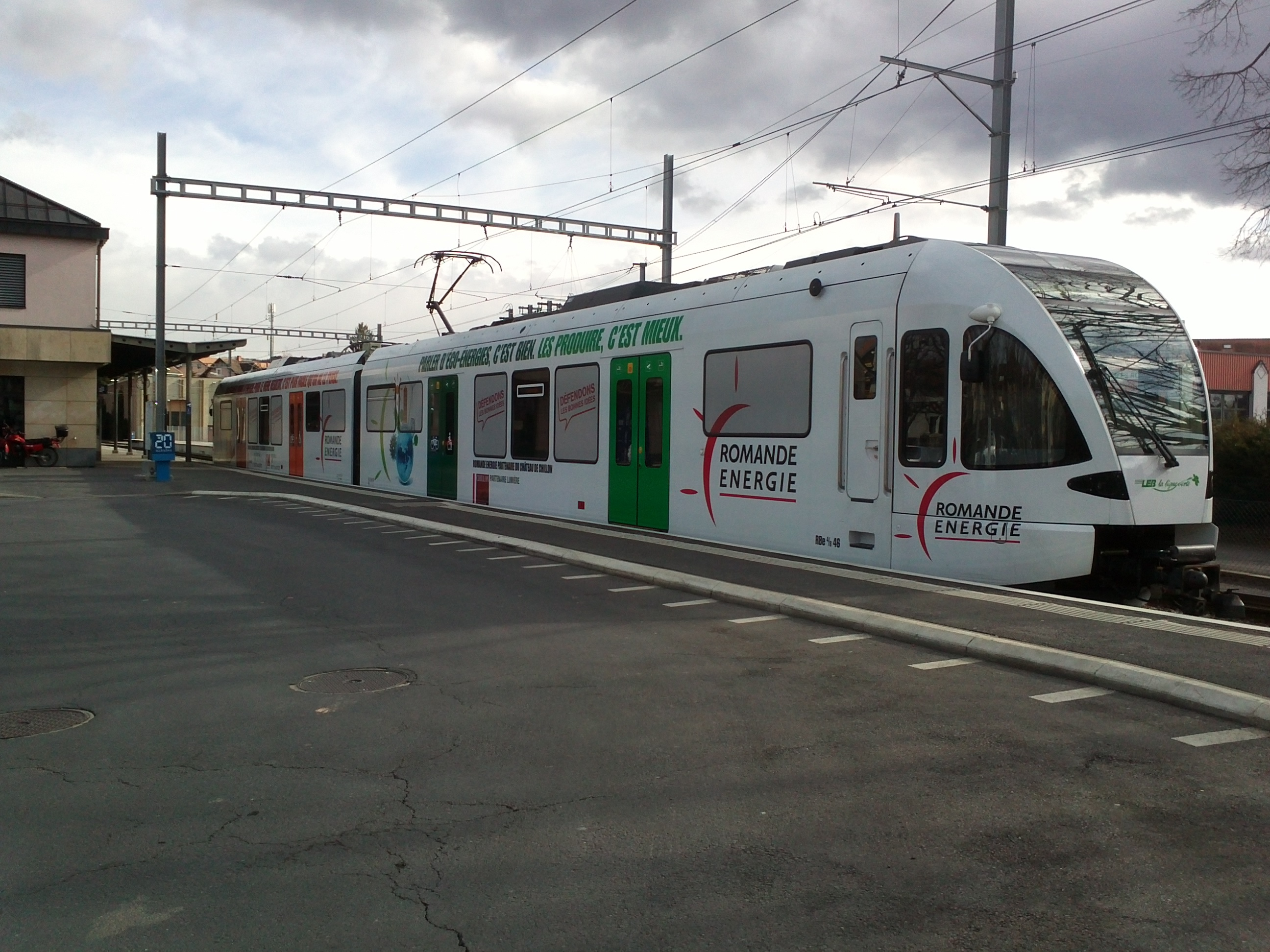
RBe 4/8 46 en 2012 à la gare d'Échallens

### Sources
- Fonds : Compagnie vaudoise d'électricité (1891-1967/1985-2000) [21,00 mètres linéaires].  Cote : CH-000053-1 PP 701. Archives cantonales vaudoises (présentation en ligne).